# كنحب جاوي
كنحب جاوي (الاسم العلمي: Anaphalis javanica)، هو نوع من النباتات المُزهرة المتوطنة في إندونيسيا. توجد في الغالب في المناطق الجبلية في جاوة وجنوب سومطرة وجنوب سولاوسي ولومبوك. على الرغم من أن النبات البالغ يمكن أن يصل ارتفاعه إلى ثمانية أمتار، إلا أن معظم العينات منه يقل ارتفاعها عن متر واحد. تُزهر بشكل عام بين شهري أبريل وأغسطس. أحد أنواع الطيور، وهو السُمْنَة الصّافِرة الجاوية (Myophonus glaucinus)، يعشش في فروع الكنحب الجاوي.